# Єгиптологія

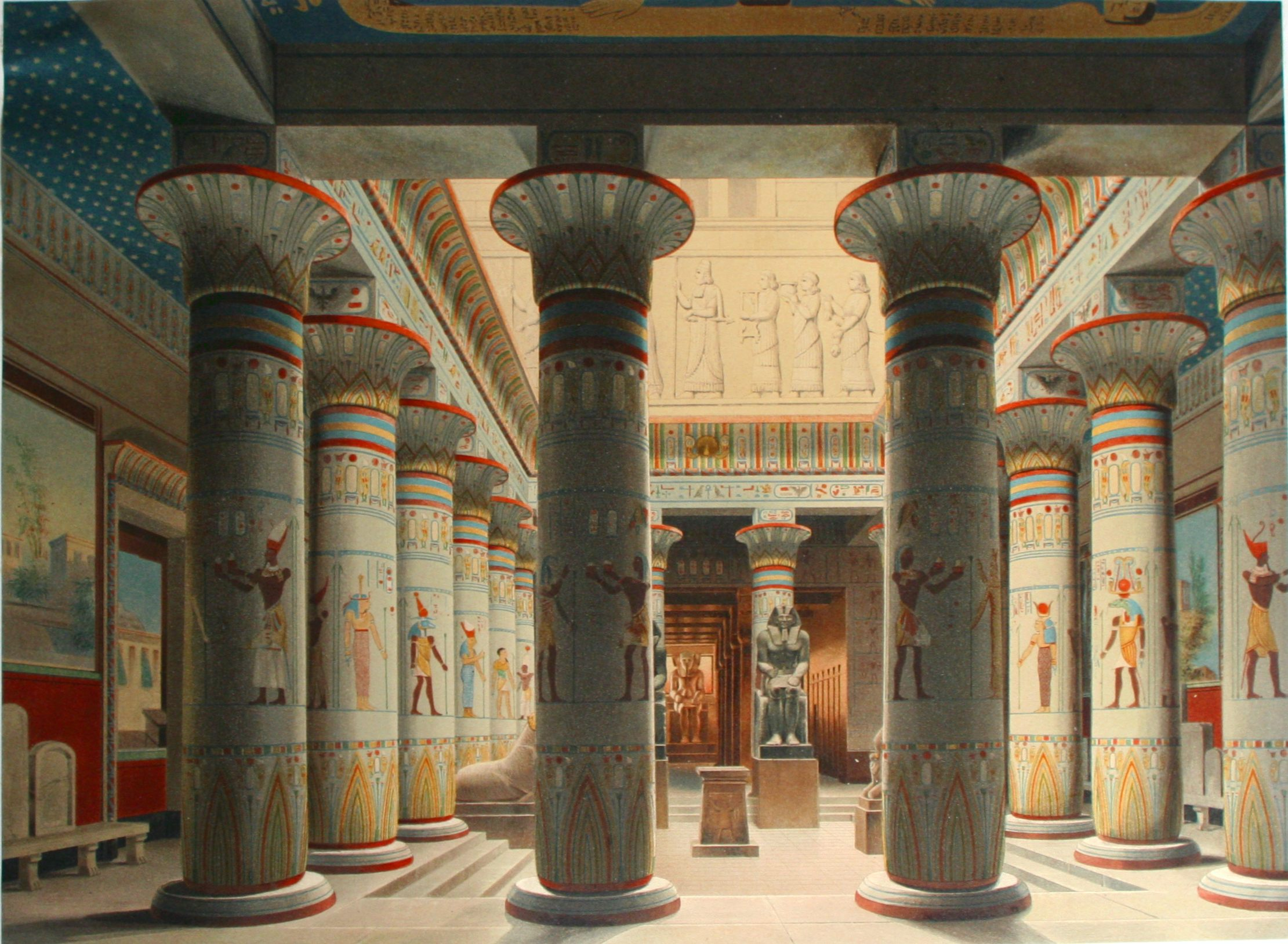
Єгипетський музей і зібрання папірусів в Берліні, 1862

 Єгиптоло́гія  — наукова дисципліна, що вивчає мову, культуру та історію Стародавнього Єгипту.

## Історичний нарис
До кінця XVIII століття знання про Стародавній Єгипет були безсистемними і ґрунтувалися на некритичній опорі на давньогрецькі джерела (Гораполлон, Геродот та інші). Новий інтерес до Єгипту і його культури виник в результаті Єгипетської експедиції Наполеона, під час якої його супроводжували художник Домінік Віван-Денон і колекціонер Бернардино Дроветті, які багато зробили для популяризації Стародавнього Єгипту в Європі. Мотиви давньоєгипетського мистецтва стали атрибутом стилю ампір, а одну з граней епохи романтизму становила мода на все єгипетське (єгиптоманії).
Найзначнішим результатом Єгипетської експедиції стало відкриття Розетського каменю — двомовного греко-єгипетського напису, над дешифруванням якого безуспішно працювали семітологи Сильвестр де Сасі, Томас Юнг, Давид Окерблад та інші. Їм вдалося зрозуміти, що принаймні частина знаків єгипетського листа відображала не слова, а звуки, проте вони проігнорували консонантний характер єгипетського листа (що виглядає особливо дивним, враховуючи те, що всі вони були семітологами, добре знайомими з консонантними письменностями).
Початком наукової єгиптології прийнято вважати публікацію Жан-Франсуа Шампольйона 14 вересня 1822 року «Листи до пана Дасье», в якому вперше в європейській науковій традиції вірно описувалася система давньоєгипетського ієрогліфічного письма. За відкриттям Шампольйона пішло бурхливе зростання молодої науки. Найбільшими єгиптологами XIX століття були Карл Ріхард Лепсіус, що підготував фундаментальний опис єгипетських старожитностей «Пам'ятники з Єгипту і Ефіопії» (Lepsius KR Denkmäler aus Aegypten und Aethiopien) і Адольф Ерман, що заклав основи сучасної граматики єгипетської мови.
В XX столітті Німеччина залишалася центром світової єгиптології. Важливим досягненням стала публікація Берлінського словника єгипетської мови (Erman A. und Grapow H. Wörterbuch der aegyptischen Sprache, Bd. I–VII, Die Belegstellen Bd. I–V. Berlin, 1926–1953), який народився завдяки співучасті всіх найбільших єгиптологів.
Єгиптологія — розгалужена наукова дисципліна, представники якої працюють в багатьох країнах Старого та Нового світу.

## Єгиптологія і Україна
В Україні єгиптологія, як наукова дисципліна, лише формується. Деякі дослідження проводяться в Інституті сходознавства ім. А. Ю. Кримського Національної академії наук України, де працюють 3 фахівці-єгиптологи. В деяких музеях України є окремі давньоєгипетські артефакти і, навіть, цілі колекції єгипетських старожитностей — як в Одесі, Полтаві тощо. Найбільшою є єгиптологічна колекція Одеського археологічного музею, сформована ще до Жовтневого перевороту 1917 року.

## Наукові журнали з єгиптології
Першим спеціалізованим журналом з єгиптології став «Zeitschrift für ägyptische Sprache und Altertumskunde», що виходить з 1863 року. У XX столітті з'явилися єгиптологічні журнали англійською, французькою та італійською мовами. З початку 1990-х років з'являються журнали, присвячені окремим розділам єгиптології
(журнал з мови і літератури — Lingua Aegyptia, з археології та зв'язків з азійськими країнами — Ägypten und Levante, з давньоєгипетської кераміки — Cahiers de la céramique égyptienne, з єгипетського мистецтва — Imago Aegypti, з історії стародавнього Єгипту — Journal of Egyptian History). Наукові публікації з єгиптології враховуються в галузевій бібліографії Online Egyptological Bibliography (раніше: Annual Egyptological Bibliography)  [Архівовано 27 травня 2009 у Wayback Machine.], в бібліографічній базі даних Aigyptos -muenchen.de /[недоступне посилання з червня 2019] і у базі Вестфальського університету .
Список спеціалізованих наукових журналів з єгиптології:
- Aegyptus. Rivista italiana di egittologia e di papirologia (Мілан)
- Ägypten und Levante. Zeitschrift für ägyptische Archäologie und deren Nachbargebiete (Відень)
- Annales du Service des Antiquités de l'Égypte (Каїр)
- Bulletin of the Egyptological Seminar (Нью-Йорк)
- Bulletin de la Société d'Égyptologie de Genève (Женева)
- Bulletin de la Société française d'Égyptologie (Париж)
- Bulletin de l'Institut Français d'Archéologie Orientale (Каїр)
- Chronique d'Égypte (Брюссель)
- Discussions in Egyptology (Оксфорд)
- Göttinger Miszellen. Beiträge zur ägyptologischen Diskussion (Геттінген)
- Imago Aegypti (Геттінген)
- Journal of the American Research Center in Egypt (Бостон)
- The Journal of Egyptian Archaeology (Лондон)
- Journal of Egyptian History (Лейден)
- The Journal of the Society for the Study of Egyptian Antiquities (Торонто)
- Kêmi. Revue de philologie et d'archéologie égyptiennes et coptes (Париж, видання припинено)
- Lingua Aegyptia (Геттінген)
- Mitteilungen des Deutschen Archäologischen Instituts, Abteilung Kairo (Каїр / Берлін)
- Revue d'égyptologie (Льовен)
- Sphinx. Revue critique embrassant le domaine entier de égyptologie (Уппсала, видання припинено)
- Studien zur altägyptischen Kultur (Гамбург)
- Studi di Egittologia e di Papirologia (Піза)
- Zeitschrift für ägyptische Sprache and Altertumskunde (Берлін)

### Російські єгиптологічні організації
- Центр єгиптологіческіх досліджень Російської Академії Наук, Москва [Архівовано 13 серпня 2006 у Wayback Machine.]
- Навчально-науковий центр єгиптології ім. В. С. Голенищева при РДГУ, Москва
- Петербурзький філія Інституту сходознавства Російської Академії Наук: Aegyptica, Санкт-Петербург [Архівовано 18 травня 2008 у Wayback Machine.]
- Кафедра Історії країн Стародавнього Сходу Східного факультету СПбГУ
- Кафедра історії стародавнього світу [Архівовано 18 лютого 2010 у Wayback Machine.] Історичного факультету МДУ
- maat.org.ru Асоціація з вивчення Давнього Єгипту «Маат» (цикли лекцій, вивчення давньоєгипетського мови та ін), Москва [Архівовано 3 червня 2019 у Wayback Machine.]

### єгиптологічні ресурси
- Стародавній Єгипет
- «Египтологический Изборник» [Архівовано 12 березня 2005 у Wayback Machine.] (рос.)
- Авторський сайт М. В. Панова. Переклади і транслітерація єгипетських текстів. (рос.)
- Спільнота любителів Стародавнього Єгипту. Блог на «Livejournal». [Архівовано 23 вересня 2009 у Wayback Machine.] (рос.)
- Aegyptica. Підсайти СПб ИВ РАН. (рос.)
- Матеріали про Стародавній Єгипет [Архівовано 9 березня 2009 у Wayback Machine.] (рос.)
- Digital Egypt for Universities [Архівовано 14 квітня 2009 у Wayback Machine.] (англ.)
- htm Thotweb — єгипетські тексти[недоступне посилання з червня 2019] (фр.)
- Міжнародна асоціація єгиптологів [Архівовано 20 листопада 2009 у Wayback Machine.] (англ.)
- Єгипетські давнину в Британському музеї [Архівовано 27 жовтня 2009 у Wayback Machine.] (англ.)
- narmer.us: хронологія (англ.)
- Тутанхамон (англ.)
- Egyptian Royal Genealogy [Архівовано 7 квітня 2009 у Wayback Machine.] (англ.)
- Ägyptisches Museum zu Berlin [Архівовано 1 лютого 2022 у Wayback Machine.] (нім.)(англ.)
- ~ egypt / Institutshomepage / start.htm Інститут єгиптології Лейпцігського університету [Архівовано 27 листопада 2020 у Wayback Machine.] (нім.)
- Єгиптологічний семінар у Вільному університеті Берліна [Архівовано 23 вересня 2009 у Wayback Machine.] (нім.)